# Loi de 1870 sur le Manitoba

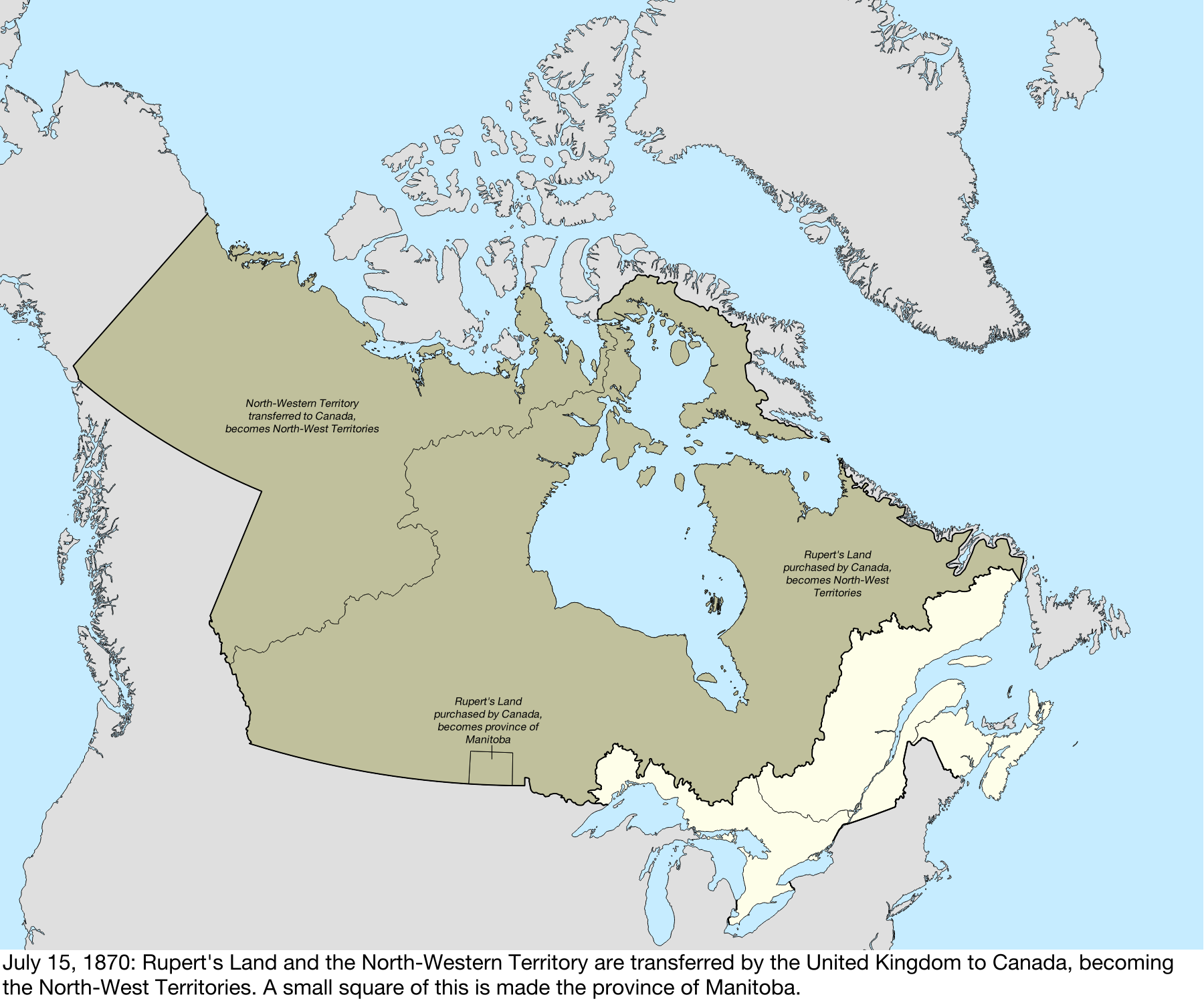
Intégration dans la Terre de Rupert dans le Territoire du Nord-Ouest et création du Manitoba.

La Loi sur le Manitoba  (anglais : Manitoba Act) est une loi du Parlement du Canada qui a créé la province du Manitoba. Elle reçut la sanction royale le 12 mai 1870 et est entrée en vigueur le 15 juillet. La Loi sur le Manitoba fait toujours partie de la Constitution du Canada.
Elle fut adoptée par le Parlement en réponse aux questions concernant les Métis, qui ont culminé dans la rébellion de la rivière Rouge menée par Louis Riel. Riel fut une influence majeure lors de la rédaction de la Loi sur le Manitoba puisqu'elle s'inspirait de sa liste de droits.
La Loi sur le Manitoba incluait des droits religieux et linguistiques, concernant notamment les écoles confessionnelles et le droit d'avoir des lois à la fois en anglais et en français. Ceci a engendré des controverses politiques, toutefois, dont la Question des écoles du Manitoba au XIXe siècle lorsque les droits relatifs aux écoles confessionnelles furent supprimés. La législature a également édicté des lois en anglais uniquement, ce qui fut jugé inconstitutionnel par la Cour suprême du Canada dans l'arrêt Renvoi: Droits linguistiques au Manitoba.